# Tethina dubiosa
Tethina dubiosa är en tvåvingeart som först beskrevs av Collin 1966.  Tethina dubiosa ingår i släktet Tethina och familjen Canacidae.
Artens utbredningsområde är Italien. Inga underarter finns listade i Catalogue of Life.